# Lago Pillsbury
Il lago Pillsbury è un bacino artificiale situato nella contea di Lake (California), creato dallo sbarramento dell'Eel River da parte della diga Scott (Scott Dam). Il lago si trova ad una quota di 554 m ed è lungo 105 km con un bacino che copre una superficie di 811 ha.

## Storia
Nel 1906, W.W. Van Arsdale fondò la Eel River Power and Irrigation Company e costruì una centrale idroelettrica nella Potter Valley, per produrre energia elettrica per la città di Ukiah. Una diga venne costruita sull'Eel River e un tunnel lungo circa un miglio venne scavato per convogliare le acque. Nel 1908 il progetto venne ingrandito e venne costruita una nuova diga (la Scott Dam, 19 km a monte della precedente) che creò il lago. La Scott Dam fu completata nel 1921.  Essa mantiene il livello dell'acqua a un'altezza sufficiente per i bisogni della centrale anche nei periodi di magra. Il lago prese il nome di uno dei fondatori della Snow Mountain Water and Power Company che aveva costruito la diga. La centrale di Pillsbury è l'unica in tutta la regione costiera settentrionale della California.

## Fauna

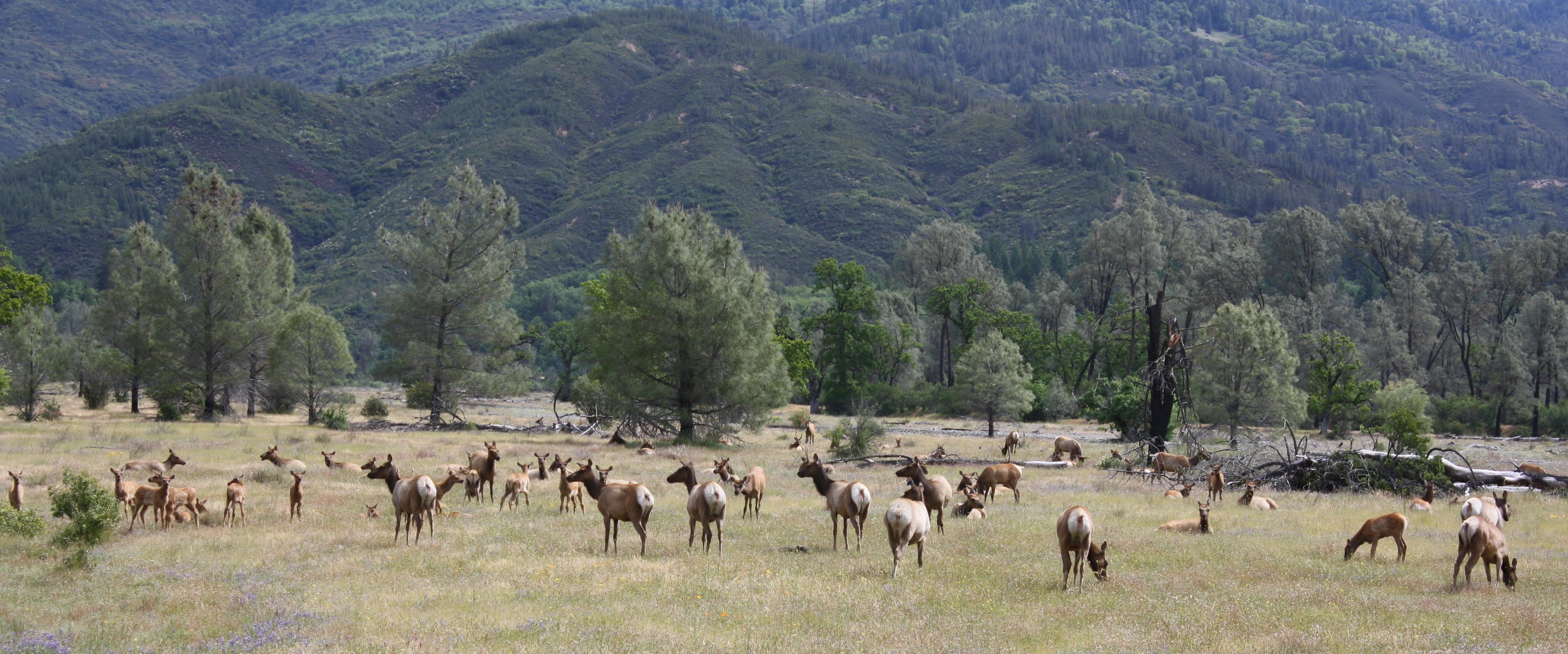
Wapiti di Tule vicini al Lake Pillsbury

Le wapiti di Tule sono tra i più grandi mammiferi nativi della California, con le femmine che pesano fino a 350 libbre, ed i maschi più grandi che arrivano fino a 500. Cacciato fino a provocarne quasi l'estinzione nel periodo della corsa all'oro californiana, l'animale fu reintrodotto nella zona del Lake Pillsbury, alla fine degli anni '70 del XX° secolo, e il numero di esemplari è costantemente cresciuto, arrivando a circa 80 nel 2007.